# Seth MacFarlane
Seth Woodbury MacFarlane, ameriški igralec, pevec, besedilopisec, otroški igralec, glasovni igralec, filmski producent in pisatelj, * 26. oktober 1973, Kent, Connecticut, ZDA.
MacFarlane je avtor serije Family Guy (1999-danes) in The Orville (2017-danes) in soustvarjalec ameriške serije American Dad! (2005–danes) in The Cleveland Show (2009–2013). Je pa tudi napisal, režiral in začel filme Ted (2012), njegovo nadaljevanje Ted 2 (2015) ter A Million Ways to Die in the West (2014).
MacFarlane je bil nominiran za pet Grammy Awards za njegovo glasbeno delo. Vodil je 85. Academy Awards oz. Oskarje leta 2013 in bil nominiram za Najboljšo originalno pesem s pesmijo  "Everybody Needs a Best Friend" iz Ted(2012) -a.